# Bagus Setiadi
Bagus Setiadi (* 24. Juni 1966) ist ein ehemaliger Badmintonspieler aus Indonesien.

## Karriere
Bagus Setiadi gewann 1990 gemeinsam mit Imay Hendra die Herrendoppelwertung bei den Finnish International. Bei der Badminton-Weltmeisterschaft 1991 erkämpften sich beide als größten Erfolg ihrer Karriere Bronze. 1989 hatte Setiadi im Viertelfinale der Japan Open, Thailand Open und der China Open gestanden. 1990 schaffte er es mit Ricky Subagja ins Finale der Dutch Open. 1991 standen Setiadi und Hendra im Halbfinale der Indonesia Open und der All England.

## Erfolge
| Saison | Veranstaltung         | Disziplin    | Platz | Name                          |
| ------ | --------------------- | ------------ | ----- | ----------------------------- |
| 1989   | Thailand Open         | Herrendoppel | 5     | Eddy Hartono / Bagus Setiadi  |
| 1989   | Japan Open            | Herrendoppel | 5     | Eddy Hartono / Bagus Setiadi  |
| 1989   | China Open            | Herrendoppel | 5     | Imay Hendra / Bagus Setiadi   |
| 1990   | Finnish International | Herrendoppel | 1     | Imay Hendra / Bagus Setiadi   |
| 1990   | Dutch Open            | Herrendoppel | 1     | Ricky Subagja / Bagus Setiadi |
| 1991   | Weltmeisterschaft     | Herrendoppel | 3     | Imay Hendra / Bagus Setiadi   |
| 1991   | All England           | Herrendoppel | 3     | Imay Hendra / Bagus Setiadi   |
| 1991   | Indonesia Open        | Herrendoppel | 3     | Imay Hendra / Bagus Setiadi   |